# Soldați fără uniformă

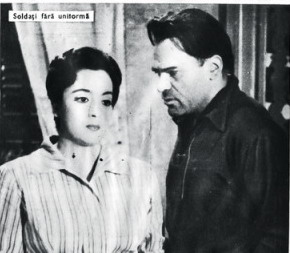
Lica Gheorghiu și Liviu Ciulei în Soldați fără uniformă.

Soldați fără uniformă este un film de acțiune românesc din 1960 scris și regizat de Francisc Munteanu. Rolurile principale au fost interpretate de actorii Liviu Ciulei, Colea Răutu.

## Prezentare
Un mecanic de locomotivă este luat prizonier în 1944 și ajunge într-un lagăr dincolo de linia frontului. Acesta evadează alături de un prizonier sovietic și de un profesor și străbat împreună drumul înapoi spre România.

## Distribuție
- Liviu Ciulei ca Bogdan[1]
- Colea Răutu ca Sașa
- Lica Gheorghiu ca Ana
- Mircea Constantinescu ca Profesorul
- Fory Etterle ca Diplomatul
- Ion Atanasiu Atlas ca Florea
- Dorin Dron ca Omul cu muzicuța
- Titus Lapteș ca Fochistul
- Nucu Păunescu ca Ungurul
- Andrei Codarcea ca Muncitorul
- Dumitru Furdui
- Vasile Nițulescu
- Mircea Sladek ca Ofițerul neamț
- Alfred Demetriu
- Sorin Gabor
- Petre Pătrașcu
- Marius Vulpe
- Aurelia Landman
- Romulus Neacșu
- Vladimir Porumbescu
- Teodor Berca

## Producție
Filmările au avut loc în perioada 29 iunie – 9 februarie 1960. Cele  exterioare au avut loc în comunele din jurul Bucureștiului și la Brașov, iar filmările interioare la Buftea. Cheltuielile de producție s-au ridicat la 4.824.000 lei.

## Primire
Filmul a fost vizionat de 1.902.649 de spectatori în cinematografele din România, după cum atestă o situație a numărului de spectatori înregistrat de filmele românești de la data premierei și până la data de 31 decembrie 2014 alcătuită de Centrul Național al Cinematografiei.